# 合所ダム
合所ダム（ごうしょダム）は、福岡県うきは市、一級河川・筑後川水系隈上川（くまのうえがわ）に建設されたダムである。
農林水産省九州農政局が施工した農林水産省直轄ダムで、国営耳納山麓土地改良事業の中心施設としてかんがいを主目的に計画されたが、1978年（昭和53年）の昭和53-54年福岡市渇水を契機に福岡都市圏への上水道供給目的を加え、多目的ダムとして建設された。完成後は福岡県に管理を委託している。ダムによって形成された人造湖は、特に命名されていない。
ダムの名前は、ダム建設時に沈んだ集落を含む周辺の地名が「合所」であったことに由来する。現在も西鉄バスに「合所」という停留所の名前に残っている。

## 概要
隈上川の水源である耳納山麓は柿やブドウを主な作物として果樹栽培が盛んな地域である。だが台地であるが故に農業用水の確保に難渋していた。農林省（現・農林水産省）は筑後川中流域の灌漑整備の一環として「国営耳納山麓土地改良事業」に着手、基幹施設として隈上川に合所ダムを建設し水源を確保しようとした。
一方、福岡県両筑地域の水需要が逼迫するに連れ筑後川水系からの上水道確保が重要となっていたが、「筑後川水系水資源開発基本計画」の中で福岡都市圏の水源として江川ダム・寺内ダム・筑後大堰と共に合所ダムが位置づけられ、灌漑と上水道を目的とした多目的利水ダムとして1972年（昭和47年）より計画に着手された。
ダムは農林水産省直轄ダムとして施行され、18年の歳月をかけ1990年（平成2年）に完成した。型式は中央土質遮水壁型ロックフィルダムであり、高さは60.7mである。
合所ダムは耳納山麓への灌漑用水の水源として、また本ダムは、筑後大堰において福岡導水を介した福岡地方の9市9町村への各種用水供給、筑後導水を介した筑後地方の6市8町村への上水道・工業用水・農業用水の供給のための水源の一つとしての役割を果たしている。福岡導水・筑後導水の供給割当量（次表）上、重要なダムである。
| 取水者                              | 小計 | 内              | 内                 | 内       | 内       |
| 取水者                              | 小計 | 筑後大堰        | 江川ダム・寺内ダム | 合所ダム | 大山ダム |
| ----------------------------------- | ---- | --------------- | ------------------ | -------- | -------- |
| 福岡地区水道企業団 （福岡導水）     | 23.1 | 0.7             | 14.4               | 2.8      | 5.2      |
| 福岡県南広域水道企業団 （筑後導水） | 15.5 | 1.4             | 6.7                | 1.3      | 6.1      |
| 佐賀東部水道企業団 （佐賀東部導水） |      | 水利権設定あり※ | 水利権設定あり※    | -        | -        |

- ※2018年現在取水量枠ベース
- ※佐賀東部導水は、筑後大堰手前の揚排水機場において渇水期には取水、洪水期には排水を行う。また渇水期には佐賀西部導水により佐賀西部広域水道企業団にも間接的に供給される。

ダムの管理は福岡県（朝倉農林事務所合所ダム管理出張所）が行っている。

## 旧浮羽郡3町における合所ダム等の水利権問題

### 背景
うきは市は、旧浮羽郡3町（浮羽町、吉井町、田主丸町）の時代から、地下水（井戸水、伏流水）を除いて独自の水利権を持つ上水道供給源を持たず、また供給源を開発する水道事業計画も建てられたことはない。簡易水道や用水供給設備の割合はわずかである。なお、平野部の農地灌漑用水は、江戸時代に築造され筑後川から取水する地元では有名な「大石長野水道」であり、こちらは慣行水利権の扱いになる。
合所ダムは、うきは市内に建設されているが、建設費用の内、上水道水利分に係る建設負担金は福岡地区水道企業団・福岡県南広域水道企業団が負担している。さらに、江川ダム・寺内ダムについては、この2ダムから、本来は福岡地区水道企業団を通して旧浮羽郡3町に供給するべき水源の割当配分が存在するが、旧浮羽郡3町は2ダムに対する建設負担金を支払っておらず、福岡地区水道企業団・福岡県南広域水道企業団が2ダムの建設費用を負担している。
以上の事情から、竣工当時からこれら3ダム分における3町分の水利権は行使されず遊休している状態であったため、当時の福岡県知事の亀井光の仲介で、旧浮羽郡3町と両水道企業団との間で昭和50年7月5日に、覚書・確認書が取り交わされ、本来は「合所ダム・江川ダム・寺内ダムから旧浮羽郡3町に供給するべき水利権の配分」を、期限付きで、両水道企業団が旧浮羽郡3町より「借用」する形となった。当該「期限」は、合所・江川・寺内の3ダムの外の次期水源が開発され、または10年を経過した時点とされていた。
その後の水源開発により次期水源が確保されたため、前記「借用分」の水利権利用分を上水として旧浮羽郡3町に「返還」する事が物理的に可能になった。実際には、合所・江川・寺内の3ダムからの「借用分」の水量を、合所ダムから旧浮羽郡3町に供給する事により都合する事が、前述の「覚書」に記載されている。
しかし、現うきは市（旧浮羽郡2町）においては、3億6千万円にも上る合所・江川・寺内の3ダムの建設費用負担金が、水道企業団に支払われない状態が続いており、また、上水道を整備して利用する具体的事業化も進んでいないため、「覚書」の「借用分」水量の「返還」は未だ履行されていない状態が続いている。
結果として、うきは市は、市内にある合所ダムからの、水利権分に見合った取水を利用する有効な手段がない状態が継続している。
なお、旧浮羽郡3町のうち旧田主丸町については久留米市と合併して福岡県南広域水道企業団に参加し上水道整備を推進（なお、合併以前から簡易水道設備がある）しており、上記の問題は解消されているものと見られる。

### 経緯
うきは市にて、小石原川ダムの開発により、次期水道事業の水利権を取得する動きが出た際に、この福岡地区水道企業団・福岡県南広域水道企業団と旧浮羽郡3町との「覚書」の存在が浮上してきた。この問題はうきは市の議会で取り上げられ、一部の市民団体によりアピールがなされている。また、2009年以降の民主党政権下の「ダム事業見直しブーム」により、小石原川ダムの事業の先行きと合わせて、うきは市内での水利問題が取り沙汰された。

### 水道企業団への参加問題
また、うきは市は福岡県南広域水道企業団などに参加しておらず、独自水源であり、しかも上水道未整備であり、平野部の灌漑用水を除いては、ほとんどが井戸水などに依存している。
同水道企業団に参加し上水道の供給を受けた場合、水利権問題や次に述べるダム設置交付金の問題は、参加以降の将来分については解消されるものの、合所ダム・江川ダム・寺内ダムの建設負担金支払いや導水管の整備、市内の水道管整備などに多額の資金が必要となる。そもそも市民にとっては水道料金の支払いが増えるため抵抗がある。また筑後導水（田主丸導水管）からポンプアップして市に戻す事になるため、エネルギーや設備の無駄遣いであると言う主張もある。
これに対し、上水道整備を独自水源（合所ダムなど）による場合と水道企業団に参加した場合とで、国からの補助金があるために総費用は大差がなくなると言う主張や、独自水源の場合は渇水時に断水すると言う主張もある（ただし井戸水はある）。以上、市議会や市民団体の間で議論となっている。

## 合所ダムの設置交付金の未払い問題
一方で、合所ダムがうきは市浮羽町に所在する事から、受益自治体等である福岡地区水道企業団と福岡県南広域水道企業団は、立地自治体（市町村）であるうきは市に、合所ダムの設置交付金（国有資産等所在市町村交付金）を支払う必要があるが、これをダム竣工後の約25年間（当時）に渡りうきは市が受領していなかった事が2014年2月4日に判明した。未払いの交付金は、両企業団の合計で約8億円ほどに上る。
国有資産等所在市町村交付金は、国や他の自治体・組合等が、立地自治体である市町村に固定資産を設置等している場合に、固定資産税と同様の算定により立地市町村に交付される交付金である。交付された市町村は、固定資産税と同様の税会計・予算に組み入れる事ができる。
なお、前述の借用分の水利権相当分の返還問題は、使用権である水利権の問題であり、ダム設置交付金はこれとは無関係に独立して請求する事ができるが、旧浮羽町時代から、うきは市は権利の存在を知らずに両企業団に請求しておらず、また両企業団もうきは市から請求が無かったため、支払われていなかった。うきは市の担当者が2013年に自治体財源の洗い出し作業をしていた課程で判明したと言う。企業団への請求を失念していた一方で、合所ダムの運営管理は福岡県であるためダムの管理費は毎年県に支払われていると言う。
うきは市は、両企業団に対し、地方自治法に規定する消滅時効（5年間）未到来分の約2億1000万円を両企業団に請求する予定である。なお、財産権上は消滅時効に掛かった約20年間分の約5億9000万円は請求権を喪うが、両企業団との協議によりこの分を「水源保全事業基金」として市が企業団から受領する方向で協議を行うとしている。
なお、国有資産等所在市町村交付金としての収入が市町村にある場合には、地方交付税の算定基準に影響が出るため、国からの地方交付税交付金が減額される。よって本件のダム設置交付金はその全額が市の純収入となる訳ではない。また、時効到達および未到来分の双方について過去に遡って地方交付税を調整するかどうかの扱いについては、不明である。
なお、うきは市が福岡県南広域水道企業団に参加した場合には、立地自治体が受益自治体の一部となり企業団での共有権利財産となるために、このダム設置交付金の請求権は無くなる。

## うきは市のダム
うきは市内からダムを望む事が出来る都市型ダムでもあり、原鶴温泉から程近い。また、旧浮羽町の中心部からバスで10分前後（最寄り停留所は「合所」）という、街に近いダムである。
ダムより山一つ西に越えると巨瀬川が流れているが、この巨瀬川には福岡県により藤波ダムの建設が進められ、2009年（平成21年）に完成している。目的は洪水調節のみの補助治水ダム、型式は中央土質遮水壁型ロックフィルダム、高さは52.0m。